# جيمس غراب
جيمس غراب هو سياسي أمريكي، ولد في 1771 في Little Britain, Pennsylvania ‏ في الولايات المتحدة، وتوفي في 1802 في تشيليكوث في الولايات المتحدة. نشط حزبياً في الحزب الجمهوري الديمقراطي.